# What I Am
"What I Am" (em português:  "O que eu sou") é o primeiro single de Emma Bunton, em parceria com a banda Tin Tin Out, para o álbum A Girl Like Me, de Emma, e Eleven to Fly, de Tin Tin Out.

## História
"What I Am" foi lançada em 1 de novembro de 1999. Aproveitando a recessão que as Spice Girls haviam dado como um grupo, o grupo Tin Tin Out convidou a cantora Emma Bunton para gravar um single juntos.
O single estreou em primeiro lugar, porém fechou a semana em segundo, ficando atrás apenas da ex-companheira de Emma, Geri Halliwell, que havia lançado o single "Lift Me Up" na mesma semana, com apenas 300 exemplares a mais vendidos. Suas vendas totais no Reino Unido são de 220.223 cópias, e em torno de 500 mil em todo o mundo.
O single está presente no álbum A Girl Like Me, de Emma Bunton e Eleven to Fly de Tin Tin Out.

## Videoclipe
O vídeo foi dirigido por Greg Masuak e começa com Emma Bunton e a banda Tin Tin Out saindo de dentro de um guarda-roupas. O clipe se passa em uma casa e, enquanto Emma canta e a banda toca, a casa começa ser alagada. Todos brincam e Emma continua cantando enquanto a água recobre o lugar inteiro, acabando por fim com todos debaixo da água.

## Lista de faixas
- Reino Unido CD Single

1. "What I Am" (Radio Version) – 3:54
2. "What I Am" (Gangstarr Remix) – 4:07
3. "Weird (Save Yourself)" – 5:42

## Charts
| Chart (1999)                | Posição |
| --------------------------- | ------- |
| Austrália Singles Chart     | 65      |
| Alemanha Singles Chart      | 81      |
| Canadá Singles Chart        | 3       |
| Irlanda Top 100             | 14      |
| México Singles Chart        | 1       |
| Nova Zelândia Singles Chart | 48      |
| Reino Unido Single Chart    | 2       |
| Chart (2000)                | Posição |
| França Singles Chart        | 75      |
| Irlanda Singles Chart       | 52      |